# Historia roku minionego
Historia roku minionego – czwarty solowy album polskiego kontrabasisty jazzowego Jacka Niedzieli, 
nagrany z wokalistami jazzowymi. Muzykę do wszystkich utworów napisał Jacek Niedziela. Nagrania zarejestrowano na sesjach 12 – 14 sierpnia i 2 – 3 września 2002 w Studio S-4 Polskiego Radia w Warszawie. CD wydany został w 2002 przez Megaus WA Records (Walk Away Records).

## Muzycy
- Lora Szafran – śpiew (3,5,7,8,9)
- Mieczysław Szcześniak – śpiew (1,6,9,10)
- Janusz Szrom – śpiew (2,4,9,11)
- Henryk Miśkiewicz – saksofon altowy (2,3,5,7,10)
- Piotr Baron – saksofon tenorowy (1,6,9,11)
- Wojciech Niedziela – fortepian
- Jacek Niedziela – kontrabas
- Łukasz Żyta – perkusja

## Lista utworów
| 1.  | „Całe miasto” (sł. Jerzy Harasymowicz)              | 4:09  |
|     |                                                     |       |
| 2.  | „Niewiedza” (sł. Bolesław Leśmian)                  | 5:02  |
|     |                                                     |       |
| 3.  | „Wersy z Poświatowskiej” (sł. Halina Poświatowska)  | 5:43  |
|     |                                                     |       |
| 4.  | „Gdy domdlewasz” (sł. Bolesław Leśmian)             | 3:53  |
|     |                                                     |       |
| 5.  | „Erotyki” (sł. Maria Pawlikowska-Jasnorzewska)      | 6:51  |
|     |                                                     |       |
| 6.  | „Przyjście” (sł. Leopold Staff)                     | 4:56  |
|     |                                                     |       |
| 7.  | „Cień / Inkub” (sł. Maria Pawlikowska-Jasnorzewska) | 5:33  |
|     |                                                     |       |
| 8.  | „Modlitwa” (sł. Maria Pawlikowska-Jasnorzewska)     | 4:03  |
|     |                                                     |       |
| 9.  | „Na jednym rymie” (sł. Rafał Wojaczek)              | 5:25  |
|     |                                                     |       |
| 10. | „Pieśń jesieni” (sł. Paul Verlaine)                 | 4:11  |
|     |                                                     |       |
| 11. | „Uśmiechnę się” (JaN)                               | 4:51  |
|     |                                                     |       |
|     |                                                     | 54:37 |
|     |                                                     |       |

## Informacje uzupełniające
- Realizacja nagrań – Wojciech Przybylski
- Projekt okładki, grafika – Aldona Terczyńska
- Zdjęcia – Jacek Niedziela